# San Lucas Xolox
San Lucas Xolox, ibland benämnd San Lucas Xóloc, är en ort eller en stadsdel i Mexiko, tillhörande kommunen Tecámac i delstaten Mexiko. San Lucas Xolox ligger precis väst om Los Reyes Acozac i den centrala delen av landet och tillhör Mexico Citys storstadsområde. 
San Lucas Xolox status som ort är dock omstridd. INEGI, Instituto Nacional de Estadística y Geografía, en självstårande byrå, på uppdrag av den Mexikanska regeringen ansvarig för att bland annat föra folkräkning i hela landet vart tioende år, betraktar San Lucas Xolox som en stadsdel i Los Reyes Acozac och inte en egen ort. San Lucas Xolox finns därmed inte med på INEGI:s folkräkningar.
Däremot betraktar både Tecámac kommun och Instituto Politécnico Nacional (IPN), ett av de största universiten i Mexiko, San Lucas Xolox som en egen ort och inte tillhörande Los Reyes Acozac.
Inofficiellt hade San Lucas Xolox 4 759 invånare år 2010. Det är en siffra kommit av att subtrahera kommunens och IPN:s siffror över Los Reyes Acozacs alla stadsdelar (17 151) från INEGI:s officiella siffra som inkluderar San Lucas Xolox (21 910).

## Galleri

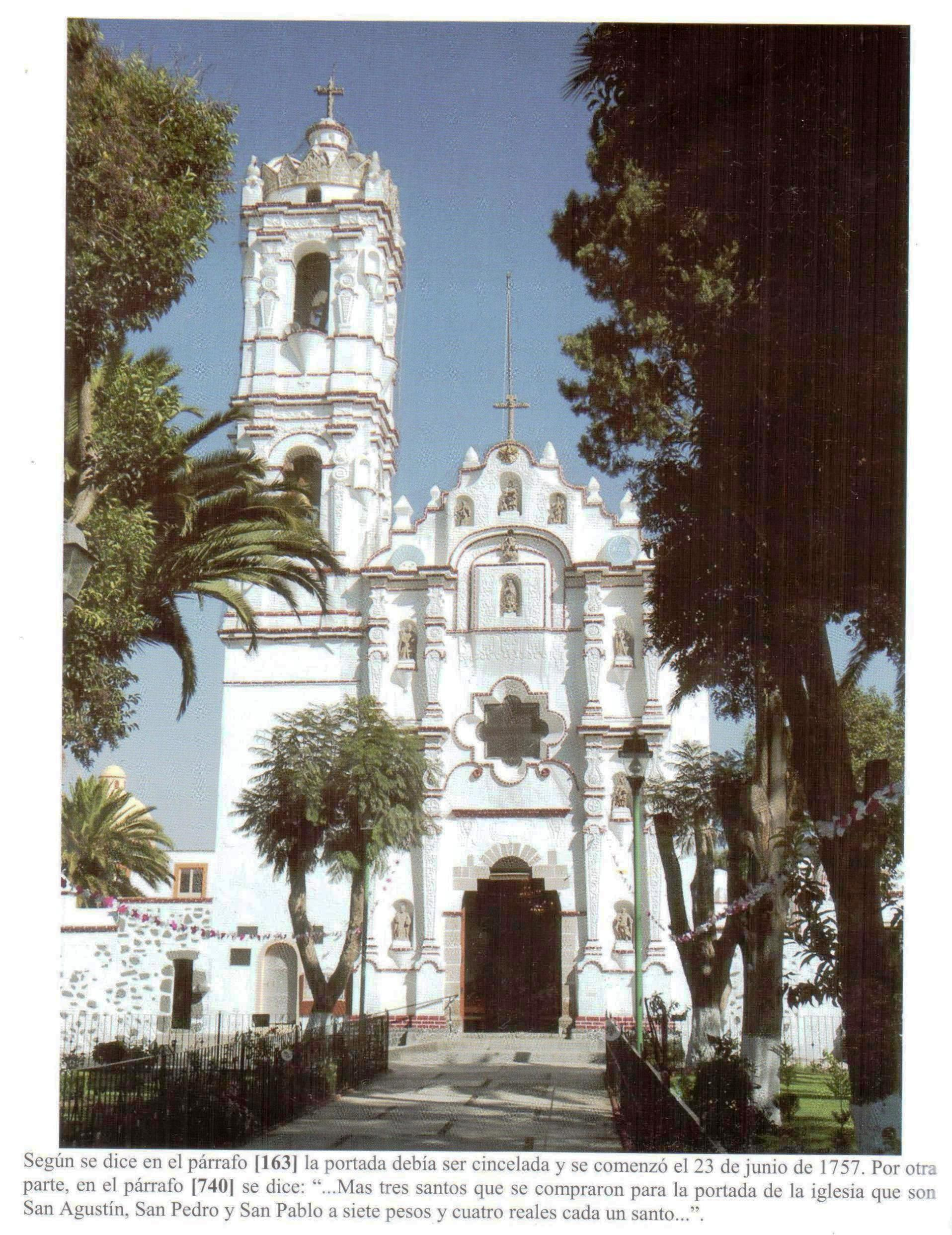
Kyrka i San Lucas Xolox.
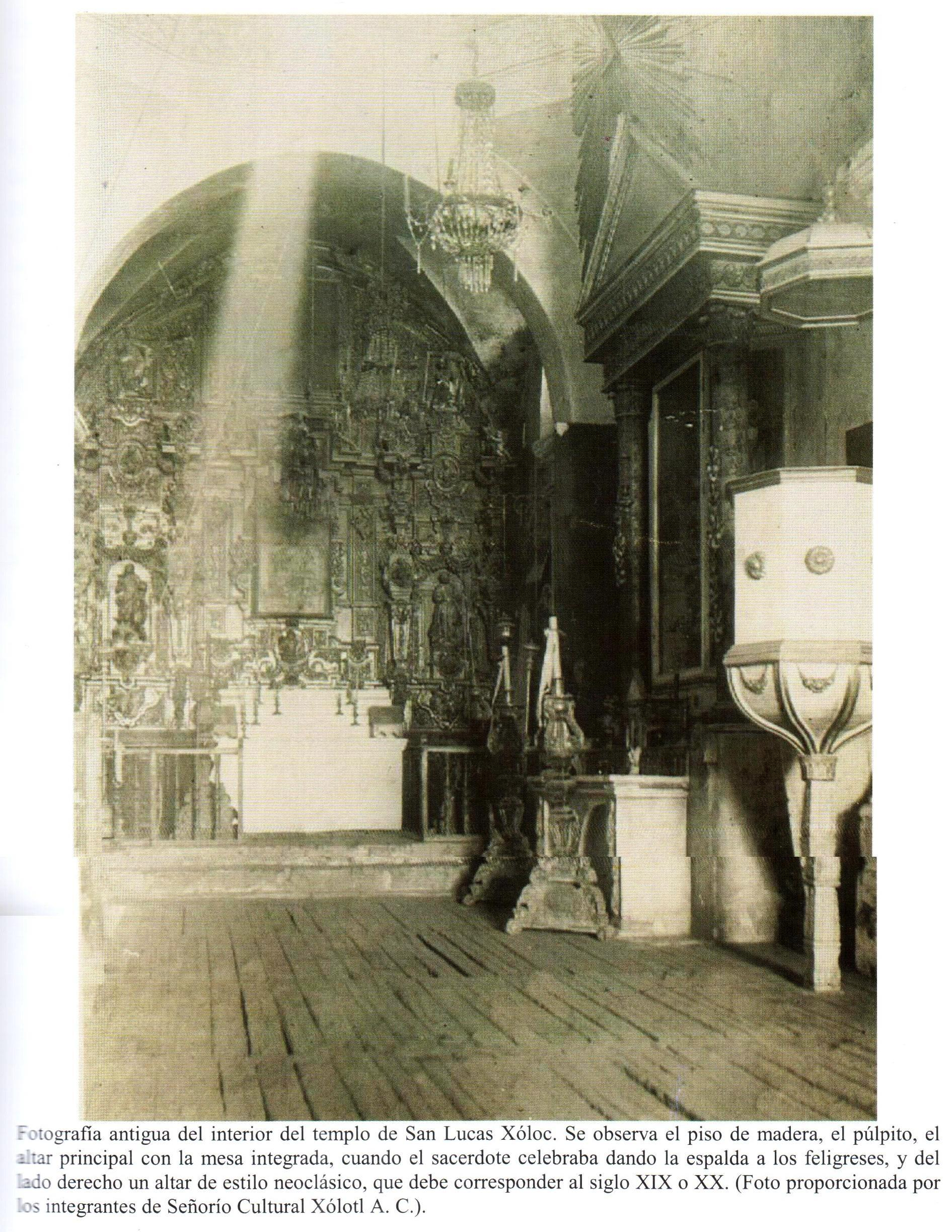
Äldre foto av interiör i Templo de San Lucas Xóloc'.
Gård.
Valv med reklamskylt för biltvätt.